# Schlüterhütte
Die Schlüterhütte (italienisch Rifugio Genova al Passo Poma) ist eine Schutzhütte in der Peitlerkofelgruppe in den Dolomiten.

## Lage und Umgebung
Die Schlüterhütte befindet sich auf dem Gebiet der Gemeinde Villnöß in Südtirol, Italien. Sie liegt auf 2297 m s.l.m. Höhe am oberen Ende des Villnößtals, von wo aus sie am einfachsten erreichbar ist, im Naturpark Puez-Geisler.
Richtung Osten gelangt man zum nahen Kreuzkofeljoch, der den Übergang zum Campilltal darstellt, einem Seitental des Gadertals. Gegen Norden erreicht man den Günther-Messner-Steig, der Richtung Westen durch die Aferer Geisler und zu deren höchstem Gipfel, dem Tullen, führt, und die Peitlerscharte, die ein Ausgangspunkt für die Besteigung des Peitlerkofels ist. Dem Weg nach Süden folgend kommt man zum Bronsoijoch und von dort Richtung Südwesten über das Kreuzjoch zur Geislergruppe.

## Geschichte
Der Dresdner Kaufmann Franz Schlüter veranlasste 1898 den Bau der Hütte und übergab sie nach der Fertigstellung als Geschenk der Sektion Dresden des DuÖAV. 1908 erfolgte die Inbetriebnahme eines Zubaus. Nach dem Ersten Weltkrieg wurde die Hütte vom italienischen Staat enteignet und der Sektion Genua des CAI zugewiesen. Nach dem Zweiten Weltkrieg übernahm die Sektion Brixen des CAI das Gebäude, die in der Folge mehrmals Renovierungsarbeiten veranlasste.
Zusammen mit 24 weiteren vom Staat enteigneten Schutzhütten ging die Schlüterhütte 1999 in das Eigentum der Autonomen Provinz Bozen – Südtirol über; mit Jahresende 2010 lief die Konzession zu deren Führung durch den CAI aus. Seit 2015 wird das Land Südtirol bei der Verwaltung der Hütte (Vergabe an Pächter, Überwachung der Führung, Sanierungsmaßnahmen) durch eine paritätische Kommission unterstützt, in der neben der öffentlichen Hand auch der AVS und der CAI vertreten sind.

## Karten und Literatur
- Casa Editrice Tabacco 030 Brixen – Villnössertal – Bressanone – Val di Funes (1:25.000)
- Casa Editrice Tabacco 07 Alta Badia – Arabba – Marmolada (1:25.000)
- Casa Editrice Tabacco 05 Gröden – Seiseralm – Val Gardena – Alpe di Siusi (1:25.000)[5]
- Fausto Ruggera: 100 anni Rifugio Genova – 100 Jahre Schlüterhütte. Club Alpino Italiano, Brixen 1998